# オリンピックのアルバ選手団
オリンピックのアルバ選手団は、1988年ソウルオリンピックで初出場した。2017年現在、夏季大会にはソウル大会以降の大会に毎回出場している。冬季大会にはこれまで一度も出場していない。また、これまでにメダルを獲得したアルバ選手はいない。
1952年ヘルシンキオリンピックから1984年ロサンゼルスオリンピックまでアルバはオランダ領アンティル選手団として出場していた。1986年アルバがオランダにおける単独の自治領となるのに伴い、独自の選手団を派遣するようになった。
アルバの国内オリンピック委員会は1985年に設立。1986年に国際オリンピック委員会に承認された。

## メダル獲得数一覧

### 夏季オリンピック
| 大会名                | 金                                   | 銀                                   | 銅                                   | 計                                   |                                      |                                      |
| 1952–1984             | オランダ領アンティル (AHO)として参加 | オランダ領アンティル (AHO)として参加 | オランダ領アンティル (AHO)として参加 | オランダ領アンティル (AHO)として参加 | オランダ領アンティル (AHO)として参加 | オランダ領アンティル (AHO)として参加 |
| 1988 ソウル           | 0                                    | 0                                    | 0                                    | 0                                    |                                      |                                      |
| 1992 バルセロナ       | 0                                    | 0                                    | 0                                    | 0                                    |                                      |                                      |
| 1996 アトランタ       | 0                                    | 0                                    | 0                                    | 0                                    |                                      |                                      |
| 2000 シドニー         | 0                                    | 0                                    | 0                                    | 0                                    |                                      |                                      |
| 2004 アテネ           | 0                                    | 0                                    | 0                                    | 0                                    |                                      |                                      |
| 2008 北京             | 0                                    | 0                                    | 0                                    | 0                                    |                                      |                                      |
| 2012 ロンドン         | 0                                    | 0                                    | 0                                    | 0                                    |                                      |                                      |
| 2016 リオデジャネイロ | 0                                    | 0                                    | 0                                    | 0                                    |                                      |                                      |
| 2020 東京             | 0                                    | 0                                    | 0                                    | 0                                    |                                      |                                      |
| 2024 パリ             | 0                                    | 0                                    | 0                                    | 0                                    |                                      |                                      |
| 合計                  | 0                                    | 0                                    | 0                                    | 0                                    |                                      |                                      |